# Åsmyrtjärnen, Ångermanland
Åsmyrtjärnen är en sjö i Örnsköldsviks kommun i Ångermanland och ingår i Moälvens huvudavrinningsområde.